# Calendrier chinois
 (janvier 2020).
Le calendrier chinois est un calendrier luni-solaire (chinois simplifié : 阴阳历 ; chinois traditionnel : 陰陽曆 ; pinyin : yīn-yáng lì), les mois y sont lunaires, c'est-à-dire que le premier jour de chaque mois (de 29 ou 30 jours) coïncide avec la nouvelle lune (et le 15e jour avec la pleine lune) ; comme 12 mois lunaires ne forment pas une année solaire (il manque 11 jours), on ajoute sept mois supplémentaires (闰月, rùnyuè) au cours d’une période de dix-neuf ans, pour que l'année reste dans l'ensemble compatible avec l’année solaire.
Durant l'Antiquité, des observations diverses (mouvements de la Lune, du Soleil et de la planète Jupiter, longueur des ombres, durée relative des jours et des nuits, phénomènes agricoles) ont été combinées pour aboutir sous les Han à un calendrier très proche de l'actuel.
Selon la tradition, le premier système calendaire (cycle sexagésimal) fut créé par l'Empereur jaune en 2637 avant notre ère et appliqué à partir de son année de naissance, 2697 avant notre ère, ou de conception 2698 avant notre ère.
Le calendrier grégorien fut officiellement adopté par la république de Chine en 1912 (avec plusieurs adaptations tel que l'an 1 correspondant à la fondation de la République), mais du fait du maintien des habitudes populaires et de l'occupation du nord de la Chine par les Seigneurs de la guerre, il fallut attendre le 1er janvier 1929 pour qu'il soit appliqué sur toute l'étendue du territoire. L'heure officielle choisie fut celle des premiers ports ouverts à l'Occident, sur la côte Est (120°de longitude Est), et non plus celle de Pékin.
Basé sur l'astrologie et l'astronomie, le calendrier chinois, dont les mois reposent sur les cycles de la Lune, est largement utilisé par les paysans pour gérer l'agriculture. Les fêtes traditionnelles, comme le Nouvel An chinois, fêtant l'arrivée du printemps et mettant une pause aux travaux des champs, et la fête de la mi-automne, célébrant Chang'e, une femme enfermée sur la Lune et visible à son amoureux ce jour de pleine Lune, sont basées sur ce calendrier.
Le calendrier chinois porte plusieurs noms, les plus courants étant 夏历 / 夏曆, xiàlì, « calendrier des Xia » et 农历 / 農曆, nónglì, « calendrier agricole », ou dans le langage quotidien 阴历 / 陰曆, yīnlì, « calendrier lunaire » qui est l'appellation usuelle du « calendrier luni-solaire ».
Le calendrier officiel est appelé 公历 / 公曆, gōnglì, « calendrier commun » ou 西历 / 西曆, xīlì, « calendrier occidental », et dans le langage quotidien 阳历 / 陽曆, yánglì, « calendrier solaire ».
Les populations non-Han avaient en général leurs propres calendriers, encore utilisés par ces différents groupes ethniques pour déterminer leurs jours de fête.

## Évolution
L'association luni-solaire est ancienne, puisqu'on a retrouvé sur des écrits divinatoires de la dynastie Shang (environ 1570 à 1045 av. J.-C.) l'année de 12 mois lunaires avec 1 ou 2 mois intercalaires.
C'est à partir de 841 av. J.-C. (Zhou occidentaux) que l'on a des indications calendaires précises. Le premier mois du calendrier Zhou commence toujours aux alentours du solstice d'hiver ; il n'y a pas de règle astronomique précise pour la place du mois intercalaire. Le calendrier royal n'est pas en vigueur partout car les vassaux en promulguent parfois un autre de leur choix dans leur fief, particulièrement à partir des Royaumes combattants, lorsque le pouvoir central ne fait plus le poids devant la montée des hégémons. C'est vers cette période, en 484 av. J.-C., qu'apparaît un système comparable au cycle métonique qui prévoit sept années dites embolismiques (contenant chacune un mois supplémentaire) réparties sur un cycle de 19 ans.
En 256 av. J.-C., le royaume de Qin fixe le 11e mois au solstice d'hiver. Comme Qin fondera l'empire, ce principe sera repris par les Han pour le calendrier Taichu ou calendrier du « Grand commencement » (太初, tàichū instauré en 104 av. J.-C. par l'empereur Wudi. Bien qu'il subsiste d'autres calendriers spécialisés (astrologiques, astronomiques, etc.), le calendrier Taichu devient la référence principale jusqu'au XXe siècle.
Le solstice d'hiver y tombe toujours au 11e mois. Est considéré comme intercalaire le mois pendant lequel le Soleil n'entre pas dans un nouveau signe. En raison des difficultés de calcul astronomique, les mouvements du Soleil et de la Lune sont tout d'abord des moyennes, et non les mouvements réels. C'est seulement en 619, sous les Tang, que la Lune réelle remplace la lune moyenne. L'utilisation du Soleil réel devient possible à partir de 1645 (dynastie Qing) grâce au calcul par sinusoïdes introduit par le Jésuite Adam Schall.
Dans les calendriers officiels, les mois sont indiqués par leur numéro d'ordre (1 à 12), mais la tradition populaire leur donnait souvent des noms. Celui du premier mois, zhēngyuè (正月), « mois rectifié », est encore utilisé (il correspond aussi au nom du premier mois non intercalaire du calendrier lunaire, puisque le premier mois solaire contient presque entièrement et souvent entièrement le premier mois lunaire) ; dōngyuè (冬月 « mois d'hiver ») et làyuè (腊月, nom d'un sacrifice), désignaient respectivement les 11e et 12e mois dans le Nord de la Chine. Seuls le premier mois zhēngyuè et le dernier mois làyuè sont encore utilisés, et les autres mois sont numérotés du 2 au 11. Dans les régions aux productions agricoles abondantes, chaque mois portait le nom d'un fruit.

## Principes du calendrier luni-solaire (Taichu)
Les règles de base étaient déjà fixées par le calendrier Taichu des Han, mais la précision accrue des calculs de la position du Soleil à partir de 1645 a compliqué les règles concernant la détermination des mois intercalaires.
Une année chinoise ordinaire comporte 12 lunaisons, et 13 les années embolismiques qui compensent le décalage d'environ 10,9 jours entre les cycles solaire et lunaire. La connaissance des mois solaires est nécessaire pour établir les dates des lunaisons intercalaires et des débuts d'année. Les mois solaires astronomiques sont déterminés par leurs périodes principales, aussi appelées zhōng qì (中气), termes principaux ou jalons médians. Une période principale débute chaque fois que la course du Soleil le long de l'écliptique passe par l'un des douze multiples de 30° d'arc. Il suffit qu'un passage dans une nouvelle période solaire ait lieu le même jour astronomique que la nouvelle Lune, qu'il se produise dans les heures qui suivent ou celles qui précèdent. L'heure officielle des nouvelles Lunes et des nouvelles périodes solaires est l'heure locale de l'observatoire de la Montagne Pourpre (紫金山天文台, Zǐjīnshān Tiānwéntái) à Nankin (fuseau horaire de Pékin).
Les mois du calendrier chinois sont des lunaisons de 29 ou 30 jours suivant leur durée astronomique. Le premier jour de chaque mois commence avec la nouvelle Lune. Chaque mois ordinaire porte comme nom son numéro d'ordre, de un à douze. Un mois embolismique a le même numéro que le mois ordinaire précédent, mais est marqué comme supplémentaire. Traditionnellement chaque mois est aussi associé à une branche terrestre. Jadis le mois du Rat, qui débute avec le solstice d'hiver, était le premier de l'année ; aujourd'hui le premier mois civil chinois est celui du Tigre qui débute entre le 21 janvier et le 20 février (inclus). Avec le jour du Nouvel An chinois commence la fête du printemps.
Traditionnellement la journée n'est pas découpée en 24 heures, mais en 12 tranches de 2 heures correspondant chacune à une branche terrestre du cycle sexagésimal chinois. Le nouveau jour chinois commence donc à 23 heures, au début de la tranche horaire zǐ 子 (23 h - 1 h).
Pour établir le début et la durée d'une année chinoise, il faut suivre ces deux règles :
- un mois qui ne contient pas de changement de période solaire principale est un mois supplémentaire, embolismique. Mais on parle de faux mois supplémentaire (假閏月, jiǎ rùn yùe) quand, peu de temps après ou avant celui-ci, on constate deux changements de périodes principales dans une seule lunaison ; et celui-ci est alors compté comme un mois ordinaire.
- Le mois lunaire numéroté 11 (*) tombe obligatoirement au solstice d'hiver (vers le 21 décembre). Le nouvel an a donc lieu dix lunaisons plus tôt les années ordinaires et onze lunaisons plus tôt les années embolismiques. (NOTE: (*) ce mois n°11 n'est pas forcément le 11e mois, car lorsqu'un mois supplémentaire est ajouté, il ne change pas la numérotation et prend le même numéro que le mois précédent, donc s'il est ajouté avant ce mois n°11, ce dernier devient le 12e sans être renuméroté pour autant.)

Si l'on veut trouver des points de concordance entre les astrologies occidentale et chinoise, bien qu'elles soient très différentes, il est possible de dire que le Soleil entre dans le signe du Capricorne du zodiaque occidental au cours de ce mois n°11 lunaire de l'année chinoise.
On trouve dans la littérature des pseudo-règles facilitant la compréhension mais qui ne s'appliquent pas systématiquement :
- le Nouvel An chinois tombe lors de la seconde nouvelle Lune depuis le solstice d'hiver quand le Soleil se trouve dans le signe du Verseau. Cette indication ne fonctionne pas si l'année comporte un mois supplémentaire après le onzième ou le douzième mois commun, comme en 2033.
- Chaque année a 12 mois lunaires ordinaires mais, tous les 2 ou 3 ans, un 13e mois supplémentaire intercalaire sans jalon médian est ajouté. Lorsqu'un mois lunaire ne contient pas de jalon médian et s'il se trouve à moins de 20 mois d'un précédent mois supplémentaire, il est ajouté à l'année lunaire qui compte alors 13 lunaisons. Ce mois supplémentaire peut théoriquement s'intercaler après n'importe quel mois régulier.
- Le 12e mois n'est jamais suivi d'un mois intercalaire. Les mois supplémentaires se placent le plus souvent après les mois réguliers 3, 4, 5, 6 et 7. Cela provient du fait que le Soleil se déplace plus rapidement sur l'écliptique entre l'équinoxe d'automne et le solstice d'hiver et les étapes solaires sont presque de la même longueur que les lunaisons. Certains astrologues affirment même que le 11e mois lunaire, lui aussi, n'est jamais suivi d'un mois intercalaire, pourtant exceptionnellement en 2033 le 11e mois devrait être doublé par l'ajout d'un mois intercalaire. Le 8e mois régulier sera un faux mois intercalaire.

Pendant 96,6 % des mois, le Soleil entre dans un nouveau signe zodiacal. Cas d'une année simple sans mois intercalaire :
| Saison chinoise   | Numéro du mois lunaire | Nom du mois lunaire | Branche terrestre (signe animal) du mois lunaire | Mois lunaire intercalaire ? | Longitude | Signe du zodiaque occidental | Notes                                                                                              |
| ----------------- | ---------------------- | ------------------- | ------------------------------------------------ | --------------------------- | --------- | ---------------------------- | -------------------------------------------------------------------------------------------------- |
| Hiver chinois     | 11月                   | 十一月 shíyīyuè     | 子 zǐ (rat)                                      | exceptionnel                | 270°      | Capricorne                   | inclut le solstice d'hiver (le 21 décembre) ; peut inclure le Nouvel An grégorien (le 1er janvier) |
| Hiver chinois     | 12月                   | 十二月 shí'èryuè    | 丑 chǒu (bœuf)                                   | jamais                      | 300°      | Verseau                      | peut inclure le Nouvel An grégorien (le 1er janvier)                                               |
| Printemps chinois | 01月                   | 正月 zhēngyuè       | 寅 yín (tigre)                                   | peu fréquent                | 330°      | Poissons                     | débute au Nouvel An chinois (entre le 21 janvier et le 21 février inclus)                          |
| Printemps chinois | 02月                   | 二月 èryuè          | 卯 mǎo (lièvre, ou lapin)                        | peu fréquent                | 000°      | Bélier                       | inclut l'équinoxe de printemps (le 21 mars)                                                        |
| Printemps chinois | 03月                   | 三月 sānyuè         | 辰 chén (dragon)                                 | possible                    | 030°      | Taureau                      | |
| Été chinois       | 04月                   | 四月 sìyuè          | 巳 sì (serpent)                                  | possible                    | 060°      | Gémeaux                      | |
| Été chinois       | 05月                   | 五月 wǔyuè          | 午 wǔ (cheval)                                   | possible                    | 090°      | Cancer                       | inclut le solstice d'été (le 21 juin)                                                              |
| Été chinois       | 06月                   | 六月 liùyuè         | 未 wèi (chèvre)                                  | possible                    | 120°      | Lion                         | |
| Automne chinois   | 07月                   | 七月 qīyuè          | 申 shēn (singe)                                  | possible                    | 150°      | Vierge                       | |
| Automne chinois   | 08月                   | 八月 bāyuè          | 酉 yǒu (coq)                                     | peu fréquent                | 180°      | Balance                      | inclut l'équinoxe d'automne (le 21 septembre)                                                      |
| Automne chinois   | 09月                   | 九月 jiǔyuè         | 戌 xū (chien)                                    | peu fréquent                | 210°      | Scorpion                     | |
| Hiver chinois     | 10月                   | 十月 shíyuè         | 亥 hài (cochon)                                  | peu fréquent                | 240°      | Sagittaire                   | |

## Le calendrier solaire agricole et lesJieqi
La course du soleil le long de l'écliptique fait depuis longtemps l'objet de l'attention des paysans. Elle constitue la base du calendrier agricole qui divise l'année en 12 mois solaires (distincts des mois lunaires présentés plus haut) divisés chacun en 2 périodes appelées alternativement jie  « nœud » et qi  « souffle ». Les 24 périodes sont nommées globalement jieqi . Ce système entièrement solaire ne nécessite aucun mois intercalaire et présente donc une correspondance assez régulière avec le calendrier grégorien. Les périodes portent des noms évoquant les changements de la nature ou les activités agricoles du moment.
Un jie ou un qi équivaut à un déplacement du Soleil de 15 degrés le long de l'écliptique, soit une durée d'à peu près 15 jours. Leur durée et leur répartition dans l'année solaire étaient originellement réglées sur des mois de durée à peu près égale, mais leur calcul a vite été établi selon le "soleil vrai", c'est-à-dire selon l'observation du déplacement du Soleil sur le plan de l'écliptique.
La course visible du Soleil étant plus rapide en automne et en hiver (lorsque la Terre est plus proche du Soleil) qu'au printemps et en été, les mois solaires chinois et donc aussi les jieqi sont donc plus courts en durée en fin d'année. Par comparaison, le calendrier grégorien a été défini pour équilibrer la durée des mois au cours de l'année - mais de façon irrégulière pour des raisons historiques - sans suivre le soleil vrai et donc sans tenir compte de l'excentricité de l'orbite elliptique terrestre, qu'on observe pourtant en voyant que le "midi" au Soleil projette sur Terre, au cours de l'année, un analemme, courbe en huit aux deux boucles de tailles différentes et que le Soleil parcourt à des vitesses inégales.
Bien que le calendrier agricole ne prenne pas en compte les mouvements de la Lune, la vie des paysans était également rythmée par les fêtes traditionnelles, dont la date dépend, elle, du calendrier luni-solaire. Il était important de savoir déterminer la date du Nouvel An chinois dans le calendrier solaire. C'est en principe le jour de la nouvelle Lune qui tombe durant la période dite lichun ou en est le plus proche.

### Tableau desJieqi
| Mois solaire chinois | Jieqi            | Occurrence dans le calendrier grégorien | Signification littérale | Remarque                                                   |
| -------------------- | ---------------- | --------------------------------------- | ----------------------- | ---------------------------------------------------------- |
| 01                   | 立春 lìchūn      | 4 février ~ 18 février                  | début du printemps      |                                                            |
| 01                   | 雨水 yǔshuǐ      | 19 février ~ 4 mars                     | pluie                   | plus de pluie que de neige                                 |
| 02                   | 驚蟄 jīngzhé     | 5 mars ~ 20 mars                        | réveil des insectes     | les animaux et les insectes se réveillent de l'hibernation |
| 02                   | 春分 chūnfēn     | 21 mars ~ 4 avril                       | équinoxe de printemps   |                                                            |
| 03                   | 清明 qīngmíng    | 5 avril ~ 19 avril                      | clair et brillant       | période de nettoyage des tombes                            |
| 03                   | 穀雨 gǔyǔ        | 20 avril ~ 5 mai                        | pluie pour le grain     | pluie favorable à la croissance du grain                   |
| 04                   | 立夏 lìxià       | 6 mai ~ 20 mai                          | début de l'été          |                                                            |
| 04                   | 小滿 xiǎomǎn     | 21 mai ~ 5 juin                         | petite rondeur          | se réfère à la rondeur des grains                          |
| 05                   | 芒種 mángzhòng   | 6 juin ~ 20 juin                        | grain en épi            | formation des épis                                         |
| 05                   | 夏至 / xiàzhì    | 21 juin ~ 6 juillet                     | solstice d'été          |                                                            |
| 06                   | 小暑 / xiǎoshǔ   | 7 juillet ~ 22 juillet                  | chaleur légère          |                                                            |
| 06                   | 大暑 dàshǔ       | 23 juillet ~ 6 août                     | grande chaleur          |                                                            |
| 07                   | 立秋 lìqiū       | 7 août ~ 22 août                        | début de l'automne      |                                                            |
| 07                   | 處暑 chùshǔ      | 23 août ~ 7 septembre                   | arrêt des chaleurs      |                                                            |
| 08                   | 白露 báilù       | 8 septembre ~ 22 septembre              | rosée blanche           | l'humidité ambiante se condense en rosée blanche           |
| 08                   | 秋分 qiūfēn      | 23 septembre ~ 7 octobre                | équinoxe d'automne      |                                                            |
| 09                   | 寒露 hánlù       | 8 octobre ~ 22 octobre                  | rosée froide            |                                                            |
| 09                   | 霜降 shuāngjiàng | 23 octobre ~ 6 novembre                 | gel possible            | baisse de température et apparition de gel                 |
| 10                   | 立冬 lìdōng      | 7 novembre ~ 21 novembre                | début de l'hiver        |                                                            |
| 10                   | 小雪 xiǎoxuě     | 22 novembre ~ 7 décembre                | neige faible            |                                                            |
| 11                   | 大雪 dàxuě       | 7 décembre ~ 21 décembre                | neige importante        |                                                            |
| 11                   | 冬至 dōngzhì     | 22 décembre ~ 5 janvier                 | solstice d'hiver        |                                                            |
| 12                   | 小寒 xiǎohán     | 6 janvier ~ 19 janvier                  | froid léger             |                                                            |
| 12                   | 大寒 dàhán       | 20 janvier ~ 3 février                  | grand froid             |                                                            |

Les dates ci-dessus sont approximatives et peuvent varier légèrement d'une année à l'autre. La nouvelle année chinoise est le plus souvent le jour de la nouvelle lune le plus près de Lìchūn. Première lunaison (donc deuxième lune) à partir du solstice d'hiver.

### Chanson desJiéqì
Elle est utilisée pour simplifier la mémorisation des Jiéqì.
| Chanson         | Écriture han (sinogrammes traditionnels) | Écriture pinyin |
| --------------- | --- | --- |
| Chanson         | 《節氣歌》 春 雨 驚 春 清 谷天、 夏 滿 芒 夏 暑 相連、 秋 處 露 秋 寒 霜降、 冬 雪 雪 冬 小 大寒。                                                                  | « Jiéqìgē » chūn yǔ jīng chūn qīng gǔtiān, xià mǎn máng xià shǔ xiānglián, qiū chù lù qiū hán shuāngjiàng, dōng xuě xuě dōng xiǎo dàhán.                                                                                   |
| Correspondances | 節氣 | Jiéqìs |
| Correspondances | 立春、雨水、驚蟄、春分、清明、穀雨〖谷天〗、 立夏、小滿、芒種、夏至、小暑、大暑〖相連〗、 立秋、處暑、白露、秋分、寒露、霜降、 立冬、小雪、大雪、冬至、小寒、大寒。 | lìchūn, yǔshuǐ, jīngzhé, chūnfēn, qīngmíng, gǔyǔ(gǔtiān), lìxià, xiǎomǎn, mángzhòng, xiàzhì, xiǎoshǔ, dàshǔ(xiānglián), lìqiū, chùshǔ, báilù, qiūfēn, hánlù, shuāngjiàng, lìdōng, xiǎoxuě, dàxuě, dōngzhì, xiǎohán, dàhán. |

## Numérotation des années

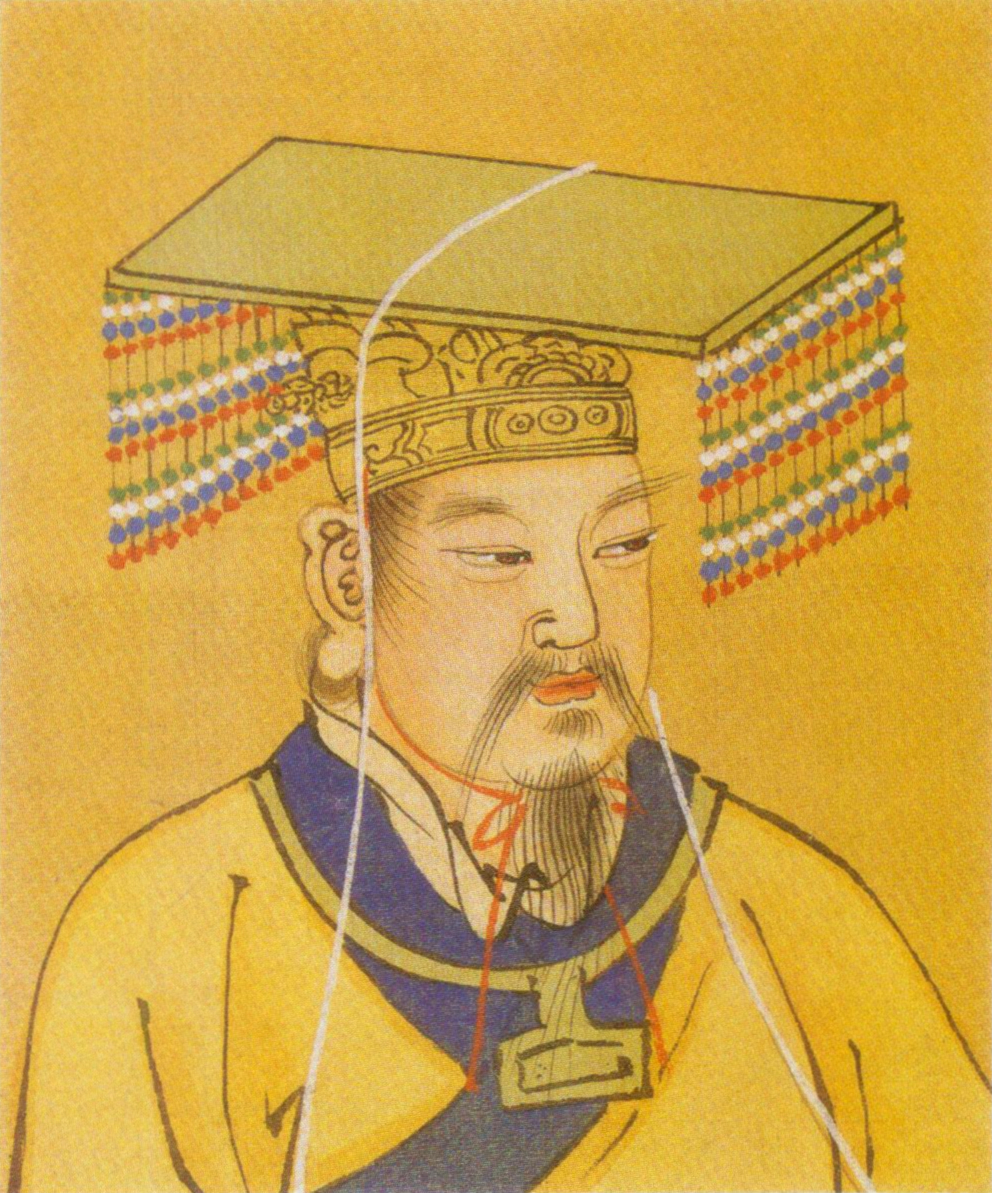
empereur jaune

Il existe différents systèmes pour nommer les années. Le plus ancien, le cycle sexagésimal, combine deux séries de signes : 10 tiges célestes et 12 branches terrestres. Chaque année est nommée par une paire tige-branche.
Le cycle formé par la combinaison des deux signes dure 60 ans, 60 étant le plus petit commun multiple de 10 et 12. On le nomme en chinois  jiǎzǐ, du nom de la première année. Jiǎzǐ est une métaphore pour signifier une vie complète ; au Japon où le système avait cours autrefois, l'anniversaire des 60 ans s'appelle kanreki, « complétion du calendrier ». Selon la tradition, ce système fut inventé par le mythique Empereur Jaune (Houang-Ti ou Huangdi), considéré comme le père de la civilisation chinoise, en -2637, l'année de ses 60 ans (61 ans en âge chinois, l'année précédant la naissance étant comptée). On considère que le départ en est -2697, l'année de sa naissance, ou -2698, l'année de sa conception.
En fait, ce système inventé vraisemblablement sous les Shang, antérieur au XIIe siècle av. J.-C., ne fut longtemps utilisé que pour la numérotation des jours. C'est seulement au milieu de la dynastie Han (~ début de l'ère chrétienne) qu'il commence à numéroter les années. Par ailleurs, depuis 841 av. J.-C., existait la datation en années de règne du souverain local, qui fait suivre son nom (souvent un nom posthume) du numéro de l'année de règne. À partir du milieu des Han, les deux systèmes se combinent, le numéro de l'année étant exprimé dans le système Jiazi. De plus, vers la même période, les empereurs prennent l'habitude de diviser leur règne en ères ; la date est alors exprimée en année (sous forme sexagésimale) de telle ère de tel empereur. Il n'y a guère de risque de répétition, mais il y eut pourtant deux années 康熙壬寅 kangxi rényín (1662 et 1722), cet empereur n'ayant pas divisé son règne en ères et étant resté sur le trône particulièrement longtemps.
En 1911, à la chute de l'empire, la datation impériale fut abandonnée. Certains étaient partisans d'adopter l’ère de l'Empereur Jaune (Huángdì), la faisant débuter en -2697 ; cette datation fut employée sur des documents émis par l'armée révolutionnaire du Hubei. Néanmoins, ce fut l’ère républicaine, commençant en 1912 (année 1 de la république de Chine), qui fut choisie. Selon ce système, 2010 est Minguo (république) 99. Abandonnée par la république populaire de Chine au profit de l’ère commune (selon la terminologie anglo-saxonne Common Era), similaire à la grégorienne, cette datation est encore en vigueur à Taïwan où l'ère commune est également d'usage courant. Selon la datation de Huángdì qui garde ses partisans, 2010 serait 4708 (2698 + 2010) et nous serions dans la 27e année du 79e cycle sexagésimal.
Les mois, jours et heures peuvent aussi être indiqués à l'aide des tiges célestes et des branches terrestres, mais ce n'est de nos jours guère utilisé que pour l'astrologie. Les tiges et les branches de l'heure, du jour, du mois et de l'année de naissance forment les « huit caractères » qui influencent le destin. Pour l'horoscope, les tiges célestes de l'année de naissance peuvent de plus être associées au Yin et au Yáng (une tige yin et une tige Yáng en alternance), ainsi qu'aux cinq éléments. Les douze branches peuvent être associées chacune à un animal-signe.
Parallèlement à l'année soli-lunaire, période qui relie deux Nouvel An chinois consécutifs, appelée nián, il existe une année purement solaire suì utilisée par les astronomes et les astrologues, qui s'étend d'un début du printemps lichun au suivant (voir la section Jiéqì). Certains soutiennent que le changement de jiazi, donc d'animal-signe, doit se faire au début de l'année solaire et non au Nouvel An chinois comme le veut l'habitude.

## Douze animaux
Ce sont, dans l'ordre, le rat, le bœuf, le tigre, le lapin, le dragon, le serpent, le cheval. la chèvre, le singe, le coq (sa prononciation, ji, est la même que « chance »), le chien et le cochon. Le chat remplace le lapin dans certaines cultures. Les animaux sont les symboles qui représentent certaines caractéristiques du tempérament et de la personnalité.
La légende d'une course entre les animaux permet de mémoriser leur ordre, mais il n'y a en réalité aucune préséance entre les signes :
Le premier Bouddha invita tous les animaux au réveillon du Nouvel An afin de leur communiquer ses observations. Douze animaux se rendirent à ce rendez-vous. Arrivèrent dans l'ordre : le rat (souris) chaleureux, le bœuf (buffle) déterminé, le  tigre courageux, le lièvre (lapin / chat au Viêt Nam) casanier, le dragon (lézard) charismatique, le serpent frivole, le cheval libre, la chèvre (bouc / mouton) dépensière, le singe acrobate, le coq (phénix) franc, le chien justicier et enfin le cochon (sanglier / ours / porc) généreux (le nom des animaux peut varier car cette légende étant connue dans presque toute l'Asie, chaque pays l'adapte à sa faune).
La légende ajoute également que le rat mentit au chat en lui disant que le rassemblement serait plus tard. Le rat monta ensuite sur le bœuf pendant tout le trajet et souhaita la bonne année le premier à Bouddha, au moment où le bœuf allait le dire.
Le chat partit trop tard et arriva en 13e position. Et c'est ainsi que depuis, le chat et le rat sont devenus des ennemis naturels.
Bouddha leur dit : « Pour vous remercier d'être venu à ce réveillon, à partir de cette année, chacun d'entre vous recevra des bénéfices lors de l'année qui lui est consacrée et lors des années consacrées aux animaux compatibles ». Ainsi, chacun des animaux a su quels autres animaux lui étaient compatibles, et quelles étaient leurs années favorables et défavorables selon l'élément de l'année. Les Douze animaux purent ainsi vivre une vie sereine. Voir d'autres versions
La tradition fixe la première année du rat à 2697 ou 2698 avant notre ère, respectivement années de procréation et de naissance de l'Empereur Jaune, souverain mythique considéré comme le père de la civilisation chinoise et l'inventeur du cycle sexagésimal.

## Jours fériés courants basés sur le calendrier chinois (luni-solaire)
Les petites entreprises de Taïwan ont l'habitude d'adorer le 福德正神(fude zheng shen) les deuxième et seizième jours des deuxième et sixième années, ce qu'on appelle « 作牙,zuoya».
Fête du même nombre de soleil et de lune
Le Nouvel An lunaire (appelé Fête du Printemps en Chine continentale) est le premier jour du premier mois du calendrier lunaire. Dans l'Antiquité, il s'appelait «元旦,yuandan », «正旦,Jingdan », etc. Au Vietnam, il s'appelait Tết Nguyên Đán (節元旦), et en Corée du Sud, il s'appelait 설날. Le Nouvel An lunaire est la fête la plus solennelle de l'année. Jours fériés en Chine continentale, à Hong Kong, à Macao, à Taïwan, au Vietnam, en Corée du Sud, aux Philippines, en Malaisie, à Singapour, en Indonésie et dans le quartier chinois de l'État de New York, aux États-Unis.
La fête de Shangsi, le troisième jour du troisième mois du calendrier lunaire, est appelée 삼짇날 en Corée du Sud.
La fête des bateaux-dragons, qui est le cinquième jour du cinquième mois du calendrier lunaire, est appelée Tết Đoan Ngọ (Festival des bateaux-dragons) au Vietnam, et 단오 (端午) en Corée ou 수릿날 (戌衣日/水瀨日 homophone, les deux caractères chinois sont disponibles en Corée).
La nuit du septième mois est le soir du septième jour du septième mois lunaire, appelé Thất tịch au Vietnam et 칠석 (七夕) en Corée du Sud.
La fête du double neuf est le neuvième jour du neuvième mois du calendrier lunaire, appelé Tết Trùng Cửu (节重九) au Vietnam.
Quinzième festival (pleine lune)
La fête de la première et la fête de la première pleine lune ont tous deux lieu le quinzième jour du premier mois lunaire. Le Vietnam s'appelle Tết Thượng Nguyên (fête des Lanternes) et la Corée du Sud s'appelle 대보름 (大보름).
Le fête du Zhongyuan, qui est le quinzième jour du septième mois lunaire, est appelé Tết Trung Nguyên ou Lễ Vu Lan au Vietnam, et 백중 (百中/百種) ou 망혼일 (Jour des morts) ou 중원 (中元, fête des fantômes) en Corée du Sud.
La fête de la mi-automne, qui est le quinzième jour du huitième mois lunaire, est appelée Tết Trung Thu (fête de la mi-automne) au Vietnam et 추석 (Chuseok) en Corée du Sud.
Le fête du Xia Yuan, qui est le quinzième jour du dixième mois lunaire, est appelé Tết Hạ Nguyên au Vietnam.
Douzième fête lunaire
La fête de Laba est le huitième jour du douzième mois lunaire (décembre).
La fête du sacrifice, également connue sous le nom de Xiaonian, est le 23 (nord) ou 24 (sud) du douzième mois lunaire. elle est appelée Tết Táo Quân au Vietnam.
Le réveillon du Nouvel An, la veille du premier jour du premier mois lunaire, est la dernière nuit de l'année civile lunaire.
Ces trois festivals sont généralement considérés comme les plus grands festivals pour la préparation et le brassage du Nouvel An lunaire.
Fête des termes solaires
Les festivals définis par les termes solaires ont généralement de fortes caractéristiques saisonnières, principalement proches des termes solaires les plus évidents de l'équinoxe de printemps, de l'équinoxe d'automne, du solstice d'été et du solstice d'hiver. Qingming est le premier terme solaire immédiatement après l'équinoxe de printemps.
saison printanière : 春社,Chunshe le cinquième jour après le début du printemps, autour de l'équinoxe de printemps.
saison printanière : La fête des Mets froids, le 105e jour après le solstice d'hiver, autour de Qingming, on l'appelle 한식 (nourriture froide, ou, manger froid) en Corée.
saison printanière : La fête de la Clarté, le jour de Ching Ming(清明), au Vietnam s'appelle Tết Thanh Minh (節清明).
saison estivale : Le solstice d'été, également connu sous le nom de « 夏节, fête d'été » et « 仲夏, fête de la saint-jean », est un festival traditionnel chinois et est particulièrement apprécié dans le nord de la Chine. Avant la dynastie Qing, en particulier sous la dynastie Song, la fête officielle était appelée « 朝节,chaojie » sous la dynastie Liao.
saison automnale : 秋社,qiushe le cinquième jour après le début de l'automne, autour de l'équinoxe d'automne.
saison hivernale : Le solstice d'hiver, le jour du solstice d'hiver, est aussi appelé « Petite année », le Vietnam est appelé Lễ hội Đông Chí (Solstice d'hiver) et la Corée du Sud est appelée 동지 (Solstice d'hiver).
Fêtes religieuses basées sur le calendrier lunaire
Le Mahayana d'Asie de l'Est, le taoïsme et certaines fêtes Cao Dai et/ou les observances végétariennes sont basés sur le calendrier lunaire,,.
Célébrations au Japon
La plupart des jours fériés ci-dessus étaient célébrés dans le Japon pré-Meiji sur la base du calendrier lunaire, mais sont maintenant célébrés sur la base du calendrier grégorien.
Doubles célébrations en raison des mois intercalaires
Dans le cas où il existe un mois intercalaire correspondant, les vacances peuvent être célébrées deux fois. Par exemple, dans la situation hypothétique où il y a un septième mois intercalaire supplémentaire, le festival Zhong Yuan sera célébré le septième mois suivi d'une autre célébration le septième mois intercalaire.

## Jours de fête
| Date              | Nom français                                 | Nom chinois          | Activités                                                                                           | 2007    | 2008    | 2009    | 2010    | 2011    | 2012    | 2013    | 2014    | 2015    | 2016    | 2017    |
| ----------------- | -------------------------------------------- | -------------------- | --------------------------------------------------------------------------------------------------- | ------- | ------- | ------- | ------- | ------- | ------- | ------- | ------- | ------- | ------- | ------- |
| 1er mois 1er jour | Fête du printemps (Nouvel An chinois)        | 春節 chūn jié        | Réunion familiale et festivités importantes                                                         | 18 fév  | 7 fév   | 26 janv | 14 fév  | 3 fév   | 23 janv | 10 fév  | 31 janv | 19 fév  | 24 janv | 11 fév  |
| 1er mois 15e jour | Fête des lanternes                           | 元宵節 yuánxiāo jié  | Retraite aux flambeaux, consommation de yuánxiāo                                                    | 4 mars  | 21 fév  | 9 fév   | 28 fév  | 17 fév  | 6 fév   | 24 fév  | 14 fév  | 5 mars  | 7 fév   | 25 fév  |
| 4 ou 5 avril      | Qingming jie                                 | 清明節 qīngmíng jié  | Visite et nettoyage des tombes familiales                                                           | 5 avril | 4 avril | 4 avril | 5 avril | 5 avril | 4 avril | 4 avril | 5 avril | 5 avril | 4 avril | 4 avril |
| 4e mois 8e jour   | Anniversaire de Bouddha                      | 佛誕 fo dàn          | Jour de fête officiel à Hong Kong et à Macao                                                        | 24 mai  | 12 mai  | 2 mai   | 21 mai  | 10 mai  | 28 mai  | 17 mai  | 6 mai   | 25 mai  | 21 mai  | 10 mai  |
| 5e mois 5e jour   | Fête des bateaux dragons                     | 端午節 duānwǔ jié    | Courses de bateaux dragons et consommation de zòngzi                                                | 19 juin | 8 juin  | 28 mai  | 16 juin | 6 juin  | 23 juin | 12 juin | 2 juin  | 20 juin | 17 juin | 6 juin  |
| 7e mois 7e jour   | Qi Qiao Jie (Saint-Valentin chinoise)        | 七巧節 qǐqiǎo jié    | Les jeunes filles font la démonstration de leurs qualités domestiques et prient pour un bon mariage | 19 août | 7 août  | 26 août | 16 août | 6 août  | 23 août | 13 août | 2 août  | 20 août | 17 août | 6 août  |
| 7e mois 15e jour  | Fête des fantômes                            | 中元節 zhōngyuán jié | Cérémonies et offrandes aux âmes errantes                                                           | 27 août | 15 août | 3 sept  | 24 août | 14 août | 31 août | 21 août | 10 août | 28 août | 25 août | 15 août |
| 8e mois 15e jour  | Fête de la mi-automne (Fête de la lune)      | 中秋節 zhōngqiū jié  | Réunion familiale et consommation de gâteau de lune (月饼， yuèbǐng)                                | 25 sep  | 14 sept | 3 oct   | 22 sept | 12 sept | 30 sept | 19 sept | 8 sept  | 27 sept | 23 sept | 12 sept |
| 9e mois 9e jour   | Fête du double neuf (Fête des chrysanthèmes) | 重陽節 chóngyáng jié | Excursion en montagne et visite d'expositions florales                                              | 19 oct  | 7 oct   | 26 oct  | 16 oct  | 5 oct   | 23 oct  | 13 oct  | 2 oct   | 21 oct  | 16 oct  | 5 oct   |
| 10e mois 15e jour | Fête de xiayuan                              | 下元節 xiàyuán jié   | Prière au dieu de l'eau pour une année paisible                                                     | 24 nov  | 12 nov  | 1er dec | 21 nov  | 10 nov  | 28 nov  | 17 nov  | 7 nov   | 26 nov  | 21 nov  | 10 nov  |
| 21 ou 22 déc      | Fête du solstice d'hiver                     | 冬至 dōngzhì         | Réunion familiale et consommation de tāngyuán                                                       | 22 déc  | 21 déc  | 21 déc  | 22 déc  | 22 déc  | 21 déc  | 21 déc  | 22 déc  | 22 déc  | 21 nov  | 2 nov   |
| 12e mois 23e jour | Fête du dieu du fourneau                     | 谢灶 xièzào          | Remerciements à Zaowangye, dieu du fourneau                                                         | 11 fev  | 31 jan  | 19 jan  | 7 fev   | 27 jan  | 17 jan  | 4 fév   | 24 janv | 12 janv | 16 janv | 4 fév   |